# Балахоновка (Смоленская область)
 Балахоновка — деревня в Смоленской области России, в Шумячском районе. Расположена в юго-западной части области в 11 км к северо-западу от Шумячей, на автодороге «Шумячи—Починичи», на берегу реки Сукроменка. Население — 169 жителей (2007 год). Входит в состав Снегирёвского сельского поселения.

## История
Название произошло, по всей видимости ,от балахон — длинная свободная рубаха, которую надевали местные девушки. Деревня возникла в конце XVIII — начале XIX века. Туда были переселены крестьяне из разных регионов Российской империи. В деревне было одно из мест воинских поселений (пашенных солдат). По настоящее время в деревне сохранились остатки фундаментов казарм (некоторые длиной до 500 м), также существует много топонимов, связанных c военной службой («линейка»- ровная длинная дорога, «гордеев участок» и тд.). На 1904 год в деревне было 68 дворов и 613 жителей.

## Экономика
Средняя школа, Дом культуры.